# رئوتوف
شهر رئوتوف (به روسی: Реутов) در کشور روسیه و در اوبلاست مسکو واقع شده است.